# Бородин, Владимир Алексеевич (физик)
Влади́мир Алексе́евич Бороди́н (р. 23 июля 1950, Рославль) — советский и российский учёный в области научного приборостроения. Член-корреспондент РАН (2006), доктор технических наук (1991).

## Биография
Окончил физико-химический факультет Московского института стали и сплавов.
После окончания института — в Институте физики твёрдого тела АН СССР: старший научный сотрудник (с 1984), заведующий лабораторией управляемой кристаллизации (с 1988). В 1992 году перешёл работать на должность директора Экспериментального завода научного приборостроения со специальным конструкторским бюро РАН, одновременно оставаясь заведующим лабораторией в Институте физики твёрдого тела РАН.
Специализация Бородина — выращивание кристаллов из расплавов и создание для этих целей автоматизированного оборудования; им разработаны новые методы выращивания сложных изделий (в том числе сапфира), созданы и внедрены новые виды оборудования.
В 2006 году избран членом-корреспондентом РАН по Отделению физических наук по специальности «научное приборостроение». Заместитель председателя Научного центра РАН в Черноголовке.
Член редколлегии журнала «Научное приборостроение».

### Дело Петькова
В 2009 году Иван Петьков, бывший партнёр Бородина по бизнесу, с которым у Бородина возникли разногласия, был осуждён к 5,5 годам лишения свободы. Уголовное преследование Петькова началось в 2007 году, когда в экспертном заключении, составленном по инициативе Бородина и подписанном в том числе и одной его подчинённой, было сказано, что экспортируемые возглавляемой Петьковым фирмой сапфировые пластины подлежат экспортному контролю как товар двойного назначения (в то время как в отношении фирмы, предоставившей на эту экспертизу сапфировые пластины и так же экспортирующей их без лицензии, в возбуждении уголовного дела было отказано).
В Черноголовке дело Петькова получило общественный резонанс. В результате, когда в 2009 году освободилось место председателя Научного центра РАН в Черноголовке, кандидатура Бородина была исключена из процесса выборов.

## Награды
- Медаль ордена «За заслуги перед Отечеством» I степени (2024)[4]
- Медаль ордена «За заслуги перед Отечеством» II степени (2004)